# Нижне Мячково
Нижне Мячково (на руски: Нижнее Мячково) е село в Раменски район, Московска област, Русия. Населението му през 2010 година е 699 души.

## География

### Разположение
Нижне Мячково е разположено в централната част на Европейска Русия, на брега на река Москва.

### Климат
Климатът на Нижне Мячково е умереноконтинентален (Dfb по Кьопен) с горещо и сравнително влажно лято и дълга студена зима.